# Câmara de Lobos (freguesia)
Pour les articles homonymes, voir Câmara, Câmara de Lobos (homonymie) et Lobos (homonymie).
Câmara de Lobos est une freguesia portugaise située dans la ville de Câmara de Lobos, dans la région autonome de Madère.

## Monuments

### Port de pêche
Câmara de Lobos est un site touristique centré autour d'un petit port de pêche artisanal.  

### Caminho da Trincheira et le Site de la Saline
Le Caminho da Trincheira parcours les rochers à l'est du port de pêche. Un four à chaux  Forno da Cal, date de 1874 et a fonctionné jusqu'en 1970. Le site domine l'ancienne saline, où sont encore séchés des poissons.

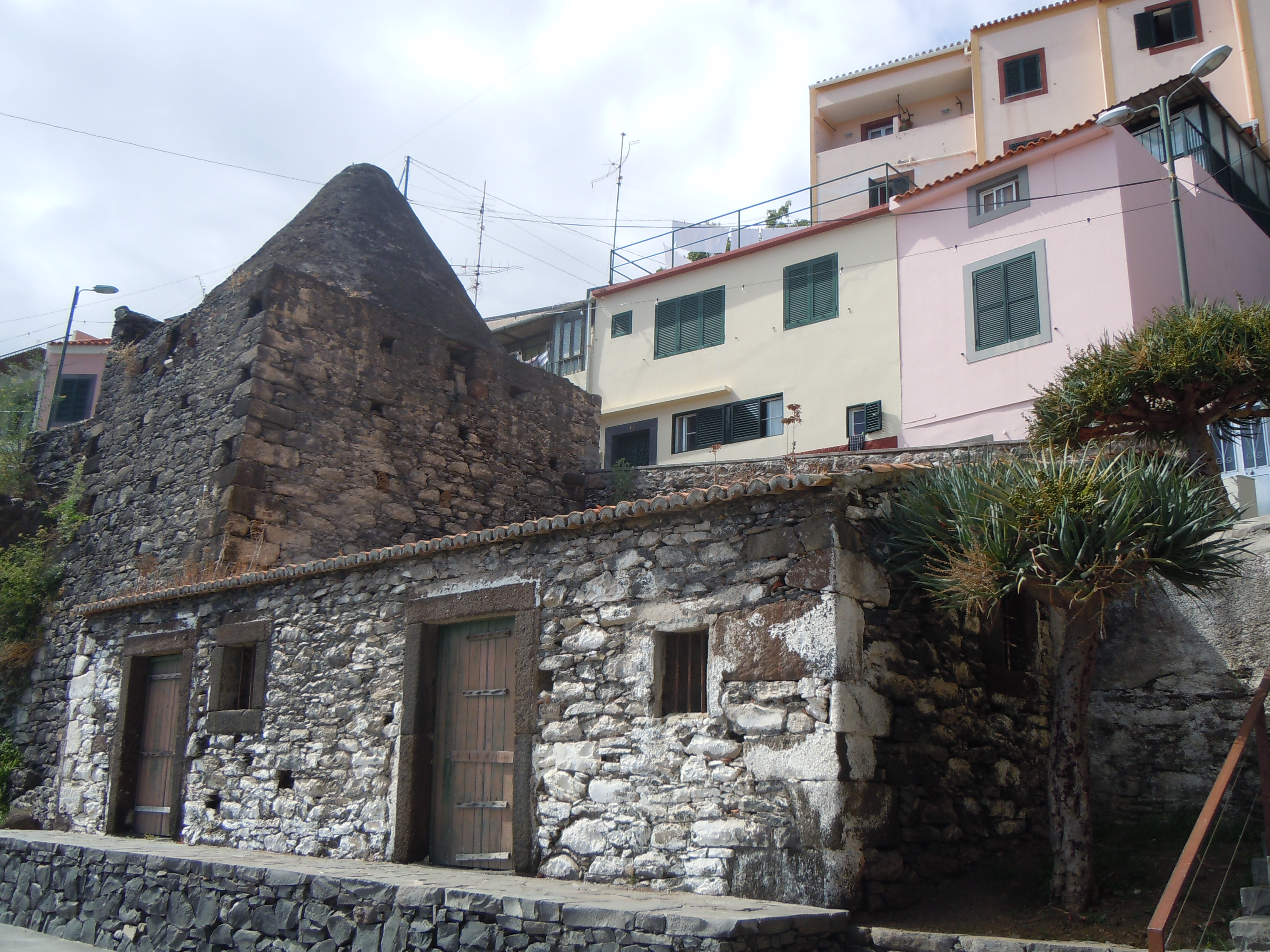
Forno da Cal
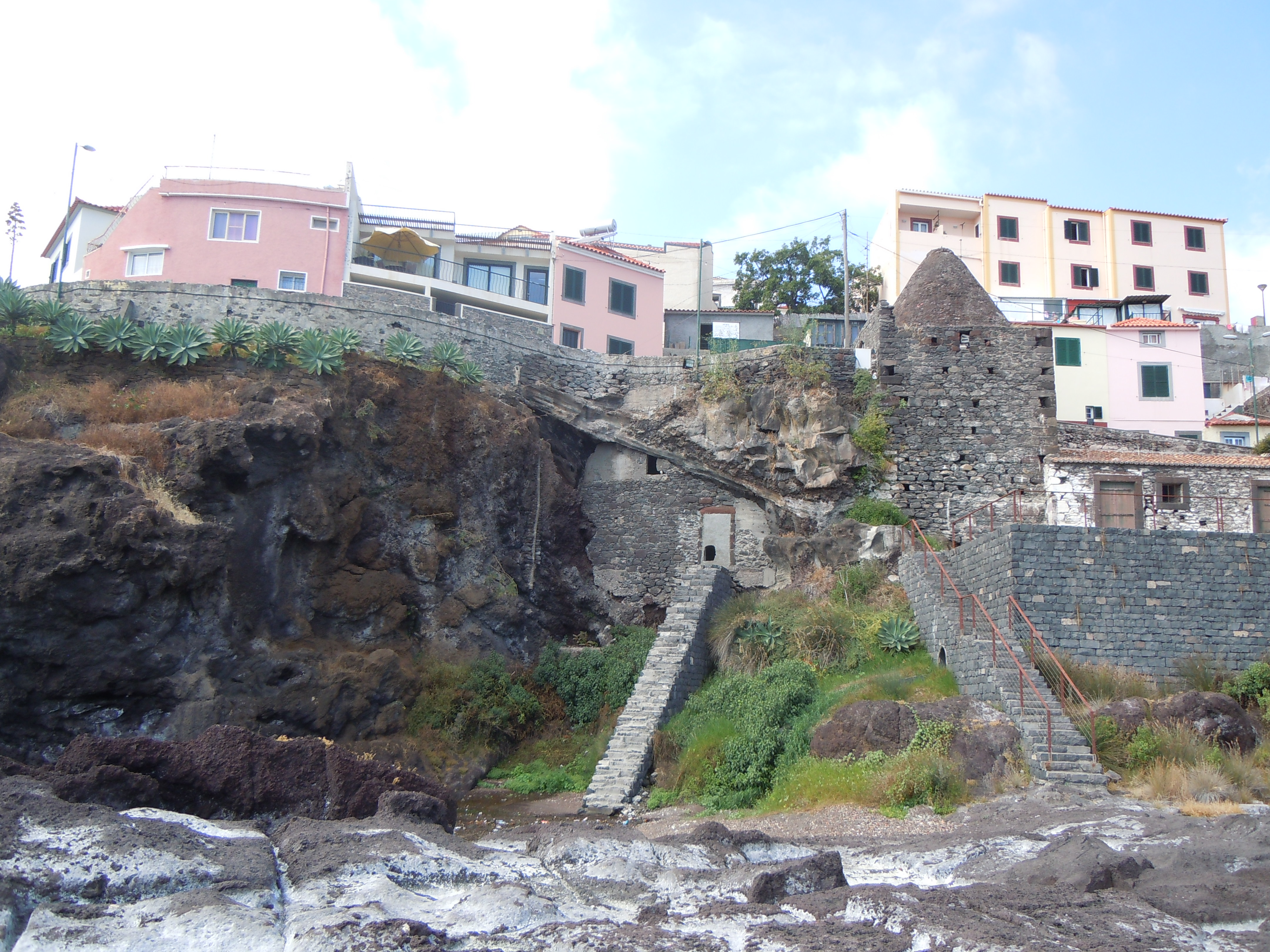
La Trincheira, vue depuis la Saline